# Sorry, Sorry
Sorry, Sorry är det tredje studioalbumet från sydkoreanska pojkbandet Super Junior, som släpptes 12 mars 2009 i Sydkorea. Sorry, Sorry var kommersiellt en hit i Asien och blev 2009 års bästsäljande koreanskspråkiga album i Sydkorea, Taiwan, Thailand, Kina och Filippinerna.